# Contea di Junan
La contea di Junan (莒南县S, Jǔnán XiànP) è una contea della Cina, situata nella provincia dello Shandong e amministrata dalla prefettura di Linyi.